# Mikoyan LMFS
Le Mikoyan LMFS est un concept et futur avion de combat de cinquième génération basé sur le Mig 1.44. Les images récentes montrent un appareil muni de larges soutes internes. Il est destiné à remplacer le MIG 29 et est en concurrence avec le Su-75 comme avion avion furtif léger à coûts moindre que le Su-57.

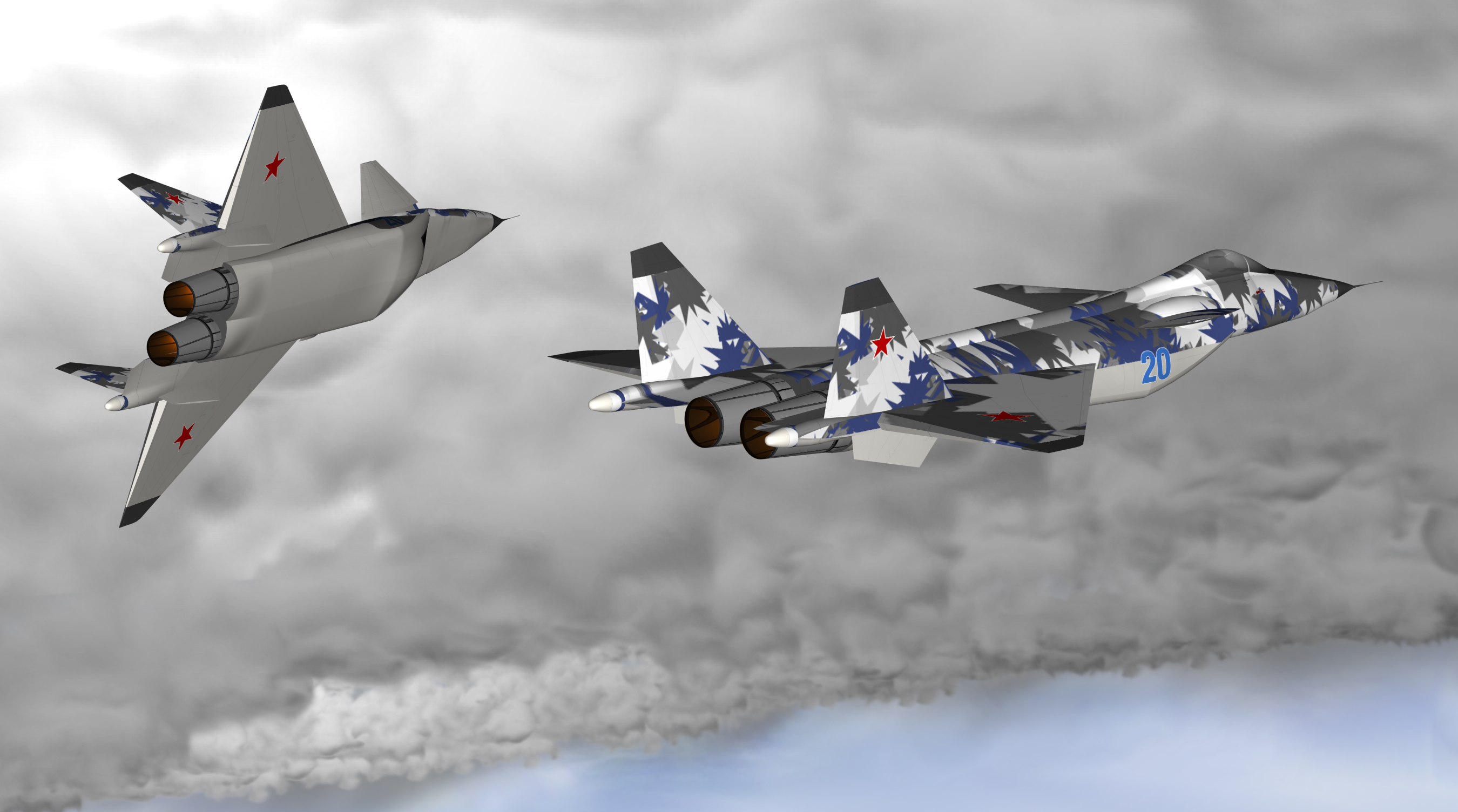
Vue d'artiste

## Design
Développé par United Aircraft Corporation ou UAC (donc Mikoyan), cet appareil est prévu pour être équipé par un moteur dérivé du RD-33 qui sera fabriqué par l'usine Klimov. Le moteur doit être de cinquième génération, utilisant les dernières avancées dans la technologie des turbines et des chambres à combustion, et en recevant des changements mineurs sur ses tuyères.

### Développement lié
- Mig 1.44

### Aéronefs comparables
- HAL Medium Combat Aircraft

### Listes relatives
- Liste des avions de chasse de cinquième génération
- Liste des avions militaires des années 1970 à la fin du XXe siècle